# Gens Celia
La gens Celia  fue un conjunto de familias de la Antigua Roma que compartían el nomen Celio. En los manuscritos se confunde a menudo con la gens Coelia. Ningún miembro de la gens obtuvo los cargos más altos del estado al principio del siglo I a. C.; el primero que obtuvo el consulado fue Cayo Celio Rufo en 4 a. C.

## Origen de la gens
La gens Celia localizó su origen en el héroe etrusco, Celio Vibenna, en el tiempo de la monarquía romana. Él y su hermano, Aulus, eran compañeros de "Mastarna", cuyo nombre parece ser una representación etrusca del latín magister (magistrado), y que ha sido identificado con Servio Tulio, el sexto rey de Roma.
Según una tradición, los Vibennas habían sido hechos prisioneros por el romano Cneo Tarquinio, pero fueron liberados por Mastarna, cuando sus aliados derrotaron y asesinaron a Tarquinio. Este Cneo Tarquinio puede haber sido hijo de Lucio Tarquinio Prisco, el quinto rey de Roma, y padre de Tarquinio el Soberbio, el séptimo y último rey de Roma, aunque según algunas tradiciones fue nieto, y no hijo, de Tarquinio.
Se dice que el mons Caelius, una de las famosas siete colinas de Roma donde la ciudad de Roma fue construida, fue nombrada después de que Celio Vibenna, se asentó allí. Anteriormente era conocido como el mons Querquetulanus, (el cerro cubierto de robles), por lo que ocasionalmente fue llamado así incluso en tiempo más tardío.

## Praenomina utilizadas por la gens
Los Celios utilizaron los praenomina Cayo, Lucio, Marco, Quinto y Publio, todos los cuales estaban entre los nombres más comunes en Roma.

## Ramas y cognomina del gens
Había sólo un cognomen conocido en esta gens: Rufo. Otros cognomina son principalmente de libertos. Otros Celios no llevaron ningún apellido.
Rufo significa «rojo» y es probablemente referido al color del cabello de una persona.